# 다라하라 탑
다라하라 탑(धरहरा) 또는 빔센 탑은 네팔 카트만두 시 순다라 중심부에 있는 탑으로 규모는 9층에 높이는 61.88 미터였다. 1832년 랄리트 트리푸라 순다리 여제가 건축을 승인했고 무크티야르(국무총리) 빔센 타파가 지었다. 이 탑은 유네스코가 선정한 카트만두 세계유산 건축물 중 하나이다.
탑 내부에는 최상층까지 나선형으로 설치된 계단 213개가 있었다. 8층 바깥에는 원형 발코니가 있어 카트만두 계곡을 한눈에 볼 수 있었다. 탑 지붕에는 5.2 미터 높이의 청동 마스트가 달려 있었다. 2005년부터 2015년 무너지기 전까지 방문객들이 내부에 들어갈 수 있었다.
2015년 4월 지진으로 탑 대부분이 무너졌으며 지상으로부터 10미터 높이 부분까지만 살아남았다.

## 역사

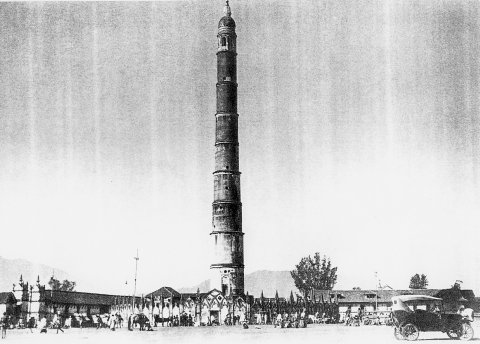
1934년 지진으로 붕괴되기 전 첫 번째 다라하라 탑의 사진.

카트만두 시내 다라하라 탑은 네팔에서 가장 높은 건물이었다. 다라하라의 건축자 빔센 타파는 1824년 첫 번째 다라하라를 지었으며 높이는 11층으로 현존 건물보다 2층 더 높았다. 8년 후 1832년 그는 전의 것과 같은 11층 높이의 두 번째 다라하라를 지었는데 이 건물은 빔센의 조카딸이면서 네팔의 여제였던 랄리트 트리푸라 순다리를 위해 세운 것이었다.
1834년 네팔 대지진 때 두 탑 모두 살아남았으나 첫 번째 탑은 심각한 손상을 입었다. 약 100년 후 1934년 1월 15일 지진 때 빔센의 첫 번째 탑은 완전히 무너졌다. 두 번째 탑은 11층 중 하단 2층만 남았다. 당시 네팔 국무총리 주드하 슘셰르가 손상된 건물을 복원했다. 첫 번째 탑이 완전 철거된 뒤 남은 탑이 빔센 탑(빔센 스탐바)으로 불리게 되었다.
이 탑은 군사적 용도로 주변 망을 보기 위해 만들어졌다. 국가 비상사태 발생시 탑 꼭대기에서 나팔을 불어 병사를 집합시켰다. 이 나팔을 부는 의식은 2015년 탑이 무너지기 전까지 계속되었다.
2015년 4월 25일 규모 7.9 지진이 카트만두 일대를 강타하여 탑이 붕괴되었다. 지상으로부터 10미터 높이까지만 남겨두고 탑은 완파되었다. 당시 탑 잔해에서 약 180명의 시신이 발견되었다.

## 건축물
다라하라는 무그할과 유럽 건축 양식을 혼합하여 지었다. 이슬람 문화권의 미나레트와 비슷하게 생겼으며, 힌두 시바 신 형상을 탑 꼭대기에 설치하였다.

## 참고 문헌
1. ↑  “In pictures: Earthquake in Nepal demolishes Darahara Tower”. 《DNA》. 2015년 4월 25일에 확인함.
2. 1 2 3  “Bhimsen Tower on LonelyPlanet Guide”. The Lonely Planet. 2011년 12월 14일에 확인함.
3. 1 2  “For Sale”. 《The Kathmandu Post》. 2015년 5월 3일. 2015년 9월 24일에 원본 문서에서 보존된 문서. 2015년 4월 25일에 확인함 – HighBeam 경유. (구독 필요).
4. ↑  Deepak Nagpal (2015년 4월 25일). “LIVE: Two major quakes rattle Nepal; historic Dharahara Tower collapses, deaths reported in India”. 《Zee News》. 2015년 4월 25일에 확인함.
5. 1 2  “Historic Dharahara tower collapses in Kathmandu after earthquake”. 2015년 4월 25일. 2015년 4월 25일에 확인함.
6. ↑  “Too tall for comfort”. 《The Kathmandu Post》. 2010년 1월 11일. 2015년 9월 24일에 원본 문서에서 보존된 문서. 2015년 4월 25일에 확인함 – HighBeam 경유. (구독 필요).
7. 1 2  Melissah Yang (2015년 4월 25일). “Nepal Earthquake Destroys Dharahara Tower, A Significant Tourist Attraction In The Heart Of Kathmandu”. 2015년 4월 25일에 확인함.
8. ↑  “Quake turns two historic landmarks in Kathmandu into rubble”. 《Hindustan Times》. 2015년 4월 25일. 2015년 8월 16일에 원본 문서에서 보존된 문서. 2015년 4월 25일에 확인함.
9. ↑  “Nepal earthquake topples historical Dharhara tower”. 2015년 4월 25일에 원본 문서에서 보존된 문서. 2015년 4월 25일에 확인함.
10. ↑  “Historical Bhimsen Tower (Dharhara) in Kathmandu destroyed in earthquake”. World Snap. 2015년 4월 25일에 확인함.
11. ↑  Robert Midgley, and AP, The Telegraph (2015년 4월 25일). “19th century tower collapses from earthquake in Nepal”. 2015년 4월 27일에 원본 문서에서 보존된 문서. 2015년 4월 26일에 확인함.
12. ↑  Barry, Ellen (2015년 4월 25일). “Earthquake Devastates Nepal, Killing More Than 1,100”. 《New York Times》.